# لوک هالپین
لوک هالپین (انگلیسی: Luke Halpin؛ زادهٔ ۴ آوریل ۱۹۴۷) یک هنرپیشه و بدل‌کار اهل ایالات متحده آمریکا است.

## گزیدۀ نقش‌آفرینی‌ها

### سینما
- علاءالدین (۱۹۸۶)
- امواج شوک (۱۹۷۷)
- فلیپر (۱۹۶۳)

### تلویزیون
- فلیپر (۱۹۶۷–۱۹۶۴)

## نگارخانه

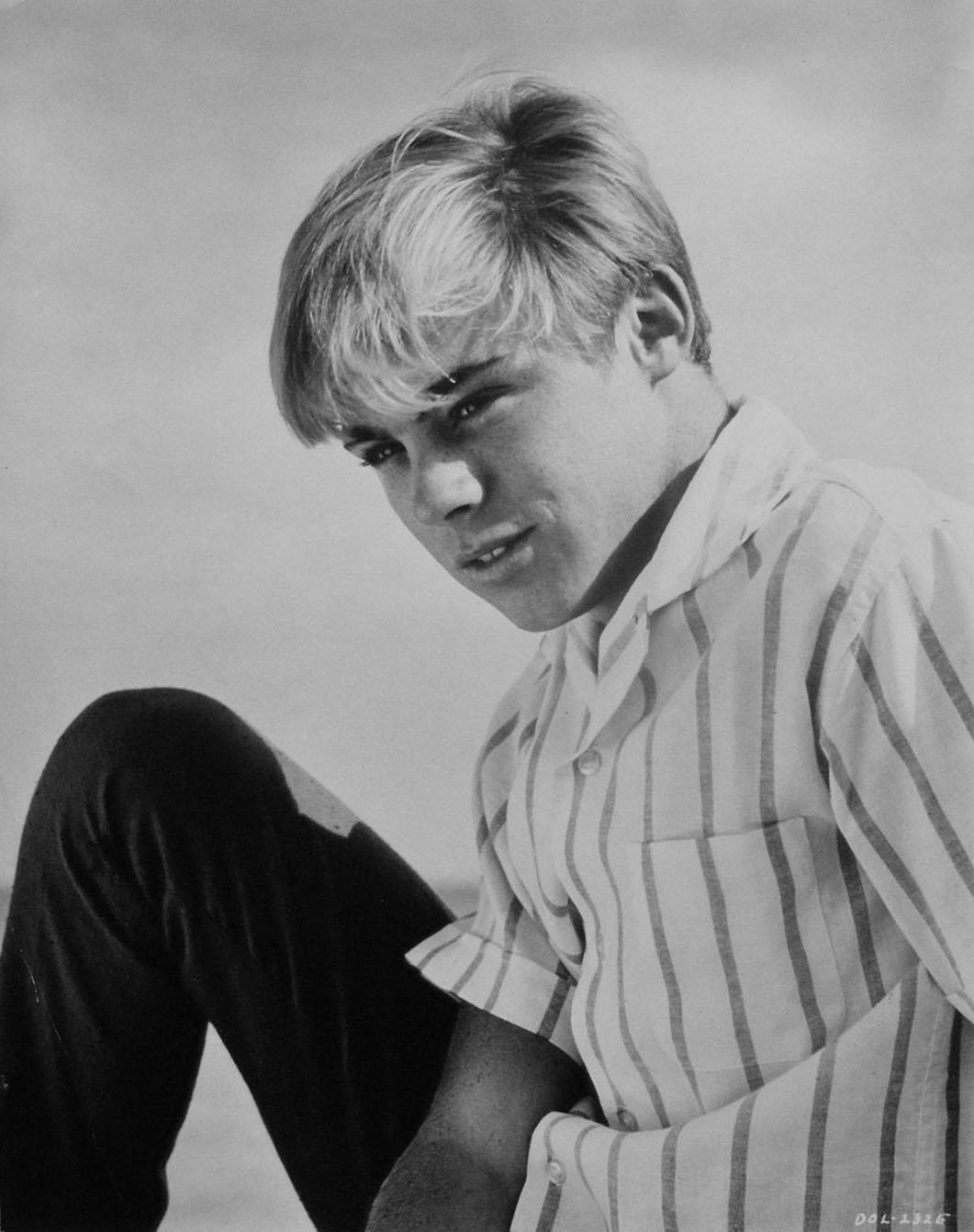
لوک هالپین در صحنه‌ای از سریال فلیپر